# Prosienica
Prosienica – wieś sołecka w Polsce położona w województwie mazowieckim, w powiecie ostrowskim, w gminie Ostrów Mazowiecka.

## Charakterystyka
Wieś szlachecka położona była w drugiej połowie XVI wieku w powiecie ostrowskim ziemi nurskiej. 
W latach 1954–1959 wieś należała i była siedzibą władz gromady Prosienica, po jej zniesieniu w gromadzie Kalinowo. W latach 1975–1998 miejscowość administracyjnie należała do województwa ostrołęckiego.
Wierni Kościoła rzymskokatolickiego należą do parafii Wniebowzięcia Najświętszej Maryi Panny w Ostrowi Mazowieckiej. W miejscowości znajduje się murowany kościół filialny pod wezwaniem NMP Częstochowskiej.